# والتر گارگانو
والتر آلخاندرو گارگانو گوارا (اسپانیایی: Walter Alejandro Gargano Guevara‎؛ زاده ۲۳ ژوئیهٔ ۱۹۸۴) بازیکن فوتبال اهل اروگوئه است.
وی همراه با تیم ملی فوتبال اروگوئه  قهرمان جام ملتهای آمریکای جنوبی ۲۰۱۱ شد.